# Mariquita-cinza
A mariquita-cinza (Myioborus miniatus) é uma espécie de ave da família Parulidae.
Pode ser encontrada nos seguintes países: Argentina, Bolívia, Brasil, Colômbia, Costa Rica, Equador, El Salvador, Guatemala, Guiana, Honduras, México, Nicarágua, Panamá, Peru, Estados Unidos da América e Venezuela. Seus habitats naturais são regiões subtropicais ou tropicais húmidas de alta altitude e florestas secundárias altamente degradadas.
O nome mariquita-cinza foi selecionado como nome vernáculo técnico para a espécie pelo Comitê Brasileiro de Registros Ornitológicos (CBRO) em 2021.